# De val van de opstandige engelen (marmersculptuur)
De val van de opstandige engelen (Italiaans: La caduta degli angeli ribelli) is een 18e-eeuws beeldhouwwerk in het Palazzo Leoni Montanari van Verona. Het werk, gehouwen uit een blok carraramarmer, meet 168 x 80 x 81 cm en wordt toegeschreven aan Francesco Bertos of aan diens leerling Agostino Fasolato (). Het is eigendom van de bank Intesa Sanpaolo.

## Voorstelling
Het werk toont de apocalyptische scène uit de Openbaring van Johannes (12:7-9), waarin de aartsengel Michaël aan het hoofd van de hemelse heerscharen strijdt tegen Satan en zijn engelen. Op het schild staat QVIS UT DEVS, de Latijnse vertaling van het Hebreeuwse Mi-cha-El ("Wie is als God?"). Terwijl de opstandige engelen ter aarde storten, transformeren ze in demonische gedaanten. Ze verdwijnen in de gapende hellemond, waar hun aanvoerder Satan met een tweetandige vork uitdagend schreeuwt.
In een kegelvormige structuur heeft de kunstenaar een zestigtal figuren dynamisch ineengevlochten. Hij toonde zijn technische beheersing door het geheel uit één stuk marmer te sculpteren.

## Auteurschap en datering
De eerste tekstgetuige over het kunstwerk is het dagboek van de Florentijnse arts Antonio Cocchi. Hij maakte zijn aantekening na een bezoek aan het Palazzo Papafava in de herfst van 1744. Ook de kunstgids van Giovambattista Rossetti gaf Fasolato als auteur. Deze oude toeschrijving valt moeilijk te rijmen met de obscuriteit van Fasolato. Semenzato opperde dat hij en Bertos misschien één en dezelfde persoon waren, terwijl Guerriero en De Vicenti speculeren dat de oude bronnen een persoonsverwisseling zouden hebben begaan. Ze dateren het werk rond 1725-1735.

## Voetnoten
1. ↑  Agost.° Fasolat° / Scult.e Padov° / Caduta degli angeli / Ratto delle Sabine / nella cad.a sono sessanta / figure implicate / insieme a guisa di / piramide
2. ↑  G.B. Rossetti, Descrizione delle pitture, sculture ed architetture di Padova, vol. I, 1765, p. 345-346